# Super Mario World 2: Yoshi's Island
Super Mario World 2: Yoshi's Island (Japans: スーパーマリオ ヨッシーアイランド), ook wel Yoshi's Island, is het eerste spel waarbij Yoshi de hoofdrol speelt. Het is gepubliceerd in Europa op 6 oktober 1995 en was een van de mooiste spellen van zijn tijd. Het was het eerste spel dat gebruikmaakte van de Super FX 2 chip, wat redelijk geavanceerd is voor een SNES videospel.
Er is in 1998 een vervolg uitgekomen onder de naam Yoshi's Story op Nintendo 64. Het spel was echter geen succes omdat veel mensen vonden dat het spel zijn charme had verloren. Andere spelers vonden het spel te kinderachtig.
In 2002 is een remake van het spel uitgekomen voor de Game Boy Advance, onder de titel Super Mario Advance 3: Yoshi's Island.

## Het verhaal
Als de heks Kamek bericht krijgt dat twee helden zullen opstaan om haar en Bowser te verslaan, haast zij zich om de ooievaar die baby Mario en baby Luigi naar hun ouders brengt te overvallen. Als zij door de lucht raast duurt het niet lang voor ze de ooievaar ziet. Ze overvalt hem, maar krijgt in haar haast alleen Luigi te pakken. De ooievaar is echter zo geschrokken, dat hij Mario laat vallen.
Mario valt op Yoshi's rug, op Yoshi's Island. De Yoshi's overleggen en ontdekken dat de band tussen Mario en Luigi zo sterk is, dat ze elkaars positie aanvoelen. Daarom besluiten de Yoshi's Mario naar Luigi te brengen.
Maar dat wordt niet makkelijk. Eenmaal bij haar kasteel gekomen ontdekt Kamek dat ze slechts één baby heeft gepakt. Onmiddellijk beveelt zij haar wezens om de andere baby te halen.

## Gameplay
Yoshi's Island biedt een opvallende en voor die tijd unieke gameplay. Het is een van de eerste spellen van Nintendo die afweek van het springen op vijanden en vuurballen gooien (Bekend uit de Marioserie). Hoewel Yoshi ook op vijanden kan springen, kan hij ze ook opeten, op ze stampen en eieren gooien. Als Yoshi een vijand eet, kan hij deze meestal in een ei veranderen. Met stampen kunnen geheime plaatsen onthuld worden en met eieren kunnen vijanden vanaf een afstand geraakt worden. Bovendien zijn veel wezens immuun voor een of meerdere aanvallen.
Ook als Yoshi geraakt wordt door een vijand, gaat hij niet meteen dood. Als hij geraakt wordt, valt Mario van zijn rug en begint een tijd af te tellen. Yoshi moet, op welke manier dan ook, Mario terug zien te krijgen voordat hij geen tijd meer heeft. In het begin heeft de speler 10 seconden, maar hij/zij kan dat opbouwen tot 30 seconden door sterren te verzamelen. In sommige gevallen gaat Yoshi wel meteen dood, bijvoorbeeld als hij in een gat valt of in de lava stapt.
Het spel bestaat uit zes werelden, die ieder uit acht levels bestaat, plus één bonuslevel die kan worden gespeeld als de speler in alle levels van die wereld alle honderd punten heeft gehaald. Ieder vierde en achtste level is een kasteel of fort, die wordt bewaakt door een eindbaas. Iedere eindbaas is uniek en moet op een bepaalde manier verslagen worden.
Als een level is uitgespeeld, kan naar het volgende level worden gegaan. Maar er kan ook voor worden gekozen om een oud level te herspelen en te proberen de 100 punten te halen. Het staat niet alleen mooi, maar als in ieder level van een wereld 100 punten zijn gehaald, krijgt de speler een extra (meestal ook moeilijk) bonuslevel. Honderd punten kunnen worden gehaald door:
- 5 Bloemen te halen in één level - Iedere bloem is 10 punten
- 20 Rode Munten te halen in één level - Iedere Rode Munt is 1 punt
- 30 Seconden over te hebben aan het eind van een level - Seconden worden opgebouwd door sterren te halen, iedere ster is 1 punt

## Game Boy Advance-versie
Onder de naam Super Mario Advance 3: Yoshi's Island werd in 2002 het spel heruitgegeven voor de Game Boy Advance. Nieuw in deze versie waren de stem van Yoshi uit Yoshi's Story en vernieuwde muziek. Verder werden er ook 18 extra levels toegevoegd. Elke wereld heeft een extra secret, extra level en bonus level.
- 'Secret' levels, dit zijn levels waarin een soort puzzel opgelost moet worden om het uit te spelen. 100 punten hierop halen is een echte uitdaging. De secret levels komen vrij na het uitspelen van alle reguliere levels.
- 'Extra' levels, dit zijn extra moeilijke levels, extra uitdaging voor de expert. Er komt in elke wereld steeds 1 vrij als er op alle reguliere levels van een wereld 100 punten zijn behaald.
- 'Bonus' levels, dit zijn levels waar onbeperkt power-ups kunnen worden behaald. Elke wereld heeft een eigen spel, waarmee de power-ups behaald kunnen worden. De bonuslevels komen eveneens als de extra levels vrij nadat op alle reguliere levels 100 punten zijn behaald.
- Als een speler op alle levels, dus ook de Secret en extra levels 100 punten heeft behaald. In totaal dus 60 levels. Krijgt hij de allergrootste complimenten en een geheim einde te zien, voor alleen de echte experts van het spel.

## Platforms
| Jaar | Platform                                 |
| ---- | ---------------------------------------- |
| 1995 | SNES/Super Famicom                       |
| 2002 | Game Boy Advance                         |
| 2011 | Virtual Console (3DS Ambassador Program) |
| 2014 | Virtual Console (Wii U)                  |

## Ontvangst
Het spel werd overwegend positief ontvangen:
| Beoordeeld door                      | Jaar | Score |
| ------------------------------------ | ---- | ----- |
| Total! (Duitsland)                   | 1995 | 100%  |
| Thunderbolt Games                    | 2007 | 100%  |
| Video Games & Computer Entertainment | 1995 | 100%  |
| Game Freaks 365                      | 2000 | 100%  |
| Fun Generation                       | 1995 | 100%  |
| VicioJuegos.com                      | 2005 | 96%   |
| Jeuxvideo.com                        | 2009 | 95%   |
| Mega Fun                             | 1995 | 93%   |
| neXGam                               | 2009 | 86%   |
| Game Players                         | 1995 | 76%   |

## Trivia
- Het spel is opgenomen in het boek 1001 Video Games You Must Play Before You Die van Tony Mott.